# السمارة (الأوريسية)
السمارة هي قرية جزائرية صغيرة تابعة لبلدية الأوريسية: الكائنة بدائرة عين أرنات، بولاية سطيف